# Subnautica 2
A Subnautica 2 egy 2026-ban megjelenő akció-kaland-túlélőjáték az Unknown Worlds Entertainment fejlesztésében. A játék a 2018-as Subnautica történetbeli folytatása, és a harmadik elem a Subnautica-sorozatban, a 2021-ben kiadott Subnautica: Below Zero spin-off után.

## Játékmenet
A Subnautica 2 elődjei helyszínével - a 4546B elnevezésű óceánbolygóval - szemben egy új planétán játszódik, ám megőrzi a sorozat alappilléreit, és a víz alá helyezi a játékélményt. A játék a francise-ban elsőként egyjátékos mód mellett már többjátékos módot is kínál majd, mellyel akár négy játékos is játszhat együtt, platformtól függetlenül. A kooperatív játékmód bevezetése azonban nem változtat a játék egyjátékos-orientáltságán, hanem egy külön játékélményt, egyfajta mellékvágányt nyújt. A 2024 októberében megjelent hivatalos előzetesében többek között új tengeralattjárót, új élőlényeket és környezeteket mutattak be.

## Fejlesztés
A játék fejlesztését 2022. április 7-én erősítették meg, mint a Subnautica-univerzum következő elemét. A kiadó egy 2023 novemberi pénzügyi jelentésében tudatta, hogy a játék 2025-ben jelenik meg. A játék első képernyőfotói 2024-ben láttak napvilágot a médiában, melyek közül néhányat az alapjátékban a víz mélyén fellelhető időkapszulákban rejtettek el a fejlesztők. A játék cinematikus előzetese 2024. október 17-én jelent meg az Xbox partnerségével az Xbox és a Subnautica YouTube-csatornáján egyaránt. A fejlesztők 2025. április 23-án megosztottak egy fejlesztési naplót a YouTube-csatornán, melyben számos újdonság mellett már valós játékélményt is mutattak.
A játék eredetileg 2025 folyamán jelent volna meg korai hozzáférésben Windows, valamint és Xbox Series X és Series S platformokon, azonban a 2025. július 9-én megjelenő gameplay előzetesben kiderült, hogy a megjelenést 2026-ig tolják. A Subnautica 2, a franchise korábbi címeivel ellentétben Unity játékmotor helyett már Unreal Engine 5-tel készül.